# Apeadouro
O Apeadouro é um dos bairros mais antigos de São Luis, capital do Maranhão, está localizado  entre os bairros do João Paulo, Fátima, Monte Castelo e Alemanha,  foi fundado no século XVII, ganhou  esse nome porque era a ligação do interior da ilha com o centro da cidade, através do Caminho Grande (Av. Getútlio Vargas) e era o   local de apear das montarias, ou seja, pessoas desciam  dos cavalos, das charretes, carroças etc.. quando vinham das localidades do litoral norte maranhense.
O Apeadouro, foi também conhecido como  Átala Araújo, por conta de um casarão do século XVII, sobra de herança, cujo proprietário era um senhor falido de nome Átala Araujo, mais conhecido como Velho Átala.
Em 14 de março de 1929, a estação de São Luís foi inaugurada, tendo sido construída às margens da foz do rio Anil, num aterro feito sobre a antiga Praia do Prego. Um prédio grande, largo e com 4 andares passou a abrigar a estação e os escritórios da Estrada de Ferro, vindo com ela a linha do trem que, além do Caminho Grande (Av. Getúlio Vargas), passou a cortar o bairro do Apeadouro quando o trem começou a fazer a rota São Luís-Teresina. 
É um bairro que veio se desenvolvendo ao longo do tempo, além do fato de alguns moradores do centro histórico haverem imigrado (para saírem da decadência) e construírem sobrados ao longo das avenidas Getúlio Vargas e João Pessoa (Caminho Grande), e a União distribuiu lotes ao longo da via férrea, para os então funcionários da R.F.F.S.A, para que estes pudessem construir as suas residências. Mais tarde, pela década de 1960, foram construídas escolas para atender a demanda do bairro. Hoje o Apeadouro atingiu grande desenvolvimento com os trabalhos de urbanização e as agregações naturais de edificações residenciais, faculdades, editoras, clínicas, padarias e vias de acesso, mas ainda existe uma grande carência quanto à questão da segurança e melhoria da urbanização, pois existe um forte crescimento populacional da região.
1. ↑  Lumiar, Prefeitura de Paço do. «Paço do Lumiar». Prefeitura de Paço do Lumiar. https://www.pacodolumiar.ma.gov.br/pagina/paco-do-lumiar/1. Consultado em 3 de agosto de 2019
2. ↑  «São Luiz -- Estações Ferroviárias do Estado do Maranhão». www.estacoesferroviarias.com.br. Consultado em 3 de agosto de 2019